# Максимов, Александр Александрович (философ)
Алекса́ндр Алекса́ндрович Макси́мов (1891—1976) — советский философ и историк науки, член-корреспондент АН СССР (29.09.1943). Физик по образованию, специализировался в области истории науки и естествознания. 

## Биография
Родился в семье сельского псаломщика.
Окончил физико-математический факультет Казанского университета (1916).
С 1917 года работал в органах народного образования, был заведующим отдела Наркомпроса РСФСР.
Член РКП(б) с 1918 года.
С 1922 года преподавал философию и историю естествознания в Московском университете.
С 1926 года возглавлял созданную кафедру философии и истории науки, организовывал семинары для профессорско-преподавательского состава.
В конце 1920-х годов был направлен в длительную служебную командировку по университетам и музеям Западной Европы.
С 1929 года профессор Института красной профессуры, МГУ и Коммунистической академии.
В 1934 году защитил докторскую диссертацию.
В 1930-е годы — директор Института истории и техники АН СССР[уточнить].
В 1944—1949 годах — профессор философского факультета МГУ.
Умер 28 июня 1976 г.

## Награды
- орден Трудового Красного Знамени (10.06.1945)

## Научная деятельность
В 1941 году Максимов выпустил работу «Введение в современное учение о материи и движении», где поднимал вопросы теоретической физики.
В лекциях, изданных в 1947 году отдельной книгой «Очерки по истории борьбы за материализм в русском естествознании», рассматривал вклад таких учёных, как Ломоносов, Менделеев, Лобачевский, Рулье, Бекетов и других. Исследовал разработку проблем мышления в трудах И. М. Сеченова и И. П. Павлова.
Под редакцией Максимова были выпущены работы Гегеля («Философия природы»), Майера, Фарадея, Геккеля.

### Критика квантовой механики
10 апреля 1948 года Максимов опубликовал в «Литературной газете» статью «Об одном философском кентавре» с критикой работы М. А. Маркова «О природе физического знания» («Вопросы философии», № 2 за 1947 год). В своей статье Максимов писал:
«Боровское истолкование соотношения неточностей квантовой механики есть отход от материализма», «философские воззрения Н. Бора — типичный продукт идеологической реакции, порождаемой эпохой империализма в буржуазных странах. Философские воззрения Н. Бора — тот самый нежизнеспособный продукт, отброс, который подлежит, по определению Ленина, отправке в помещение для нечистот».
Эта статья вызвала неоднозначную реакцию читателей.

### Критика теории относительности
14 июня 1952 года Максимов опубликовал в газете «Красный флот» статью с критикой теории относительности Эйнштейна под названием «Против реакционного эйнштейнианства в физике». В этой статье Максимов утверждал:
«…теория относительности Эйнштейна, несомненно, пропагандирует антинаучные воззрения по коренным вопросам современной физики и науки вообще. Воззрения Эйнштейна повели физику не вперёд, а вспять как в отношении теории познания, так и метода. Уже многие физики сознают, что теория относительности Эйнштейна — это тупик современной физики
».

Он считал, что воззрения советских сторонников теории относительности и, в частности, Л. И. Мандельштама,
«есть полное повторение всех основных положений современной англо-американской идеалистической философии — измышлений так называемых логических позитивистов или логических эмпириков, физикалистов, операционалистов, семантиков и прочих фокусников, целью которых является обработка голов доверчивых потребителей наукообразной болтовнёй».
Не позднее 24 декабря 1952 года физики И. Е. Тамм, Л. А. Арцимович, И. К. Кикоин, И. Н. Головин, М. А. Леонтович, А. Д. Сахаров, Г. Н. Флеров, Л. Д. Ландау, А. П. Александров, А. И. Алиханов и М. Г. Мещеряков отреагировали на эту публикацию Максимова в газете «Красный флот» секретным письмом на имя Л. П. Берии, которое начиналось словами:
«Глубокоуважаемый Лаврентий Павлович! Мы обращаемся к вам в связи с ненормальным положением, создавшимся в советской физике…»
Статья Максимова, которую критики назвали «непосредственным поводом» для своего обращения, описывалась в письме к Берии как «невежественная и антинаучная». Последовала переписка внутри ЦК КПСС между Л. П. Берией, Г. М. Маленковым, Ю. А. Ждановым и другими, в результате которой было принято решение опубликовать приложенную к письму статью-отзыв В. А. Фока «Против невежественной критики современных физических теорий». Публикация состоялась в первом номере «Вопросов философии» за 1953 год вместе со статьёй самого Максимова «Борьба за материализм в современной физике» «как дискуссионная в общем порядке». 5 февраля 1953 года Максимов написал письмо Берии, где он настаивал на своей философской позиции по отрицанию теории относительности и указывал на «недопустимое» поведение академика В. А. Фока по привлечению «авторитета» Берии к этому спору. Фок, по мнению Максимова, изложенному в этом письме, однако, имел «бесспорные заслуги как учёный, решивший ряд математических проблем».

## Основные работы
- Ленин и современное естествознание. — М., 1933.
- Введение в современное учение о материи и движении. — М., 1941.
- Очерки по истории борьбы за материализм в русском естествознании. — М., 1947.
- Против реакционного эйнштейнианства в физике // Красный флот. — 1952. — 14 июня.